# Demet Özdemir
Demet Özdemir (İzmit, 26 febbraio 1992) è un'attrice e ballerina turca, nota per aver interpretato il ruolo di Sanem Aydın nella serie DayDreamer - Le ali del sogno (Erkenci Kuş) e per quello di Zeynep Göksu nella serie My Home My Destiny (Doğduğun Ev Kaderindir).

## Biografia
Nata nel 1992 a İzmit, in provincia di Kocaeli (Turchia) dalla madre Ayşen Şener e dal padre Sinan Özdemir, Demet è la più piccola di tre figli: ha un fratello, Volkan e una sorella, Derya. Sua nonna apparteneva alla minoranza turca dalla Bulgaria e insieme al fratello (prozio di Demet) è immigrata in Germania. All'età di sette anni, dopo il divorzio dei suoi genitori, si è trasferita a Istanbul con la madre, il fratello e la sorella.
Appassionata alla danza, Demet ha iniziato a danzare prendendo parte al corpo di ballo della cantante Bengü e successivamente si è unita ai ballerini del gruppo musicale Efes Kızları. Inoltre, appare nel video musicale della canzone Ateş Et Ve Unut di Mustafa Sandal e nel video musicale Hodri Meydan della cantante Bengü.
Nel 2013 e nel 2014 è stata scelta per interpretare il ruolo di Aylin nella serie in onda su Fox Sana Bir Sır Vereceğim, insieme agli attori Esra Ronabar, Murat Han ed Ekin Koç. Nel 2014 ha interpretato il personaggio di Alina "Alya" Sokolova nella serie storica in onda su Star TV La ragazza e l'ufficiale (Kurt Seyit ve Şura) ambientata nel 1915. Nello stesso anno ha interpretato il ruolo di Demet nel film Tut Sözünü diretto da Oğuz Çelik. Nel 2015 ha interpretato il ruolo di Aslı nella serie in onda su Star TV Çilek Kokusu.
Nel 2016 e nel 2017 ha interpretato il ruolo di Lale Yenilmez, la protagonista della commedia romantica in onda su Fox No: 309, accanto all'attore Furkan Palalı. Nel 2017 ha interpretato il ruolo di Aysel nel film Sen Kiminle Dans Ediyorsun diretto da Burak Aksak.
Da maggio 2018 ad agosto 2019 ha interpretato il ruolo principale di Sanem Aydın nella commedia romantica in onda su Star TV DayDreamer - Le ali del sogno (Erkenci Kuş), accanto all'attore Can Yaman. Grazie al successo nel ruolo di Sanem Aydin, ha ricevuto il premio come Miglior attrice alla cerimonia di premiazione del Murex d'Or, tenuta annualmente in Libano. Inoltre, ha mostrato le sue doti anche come cantante, registrando la sigla della serie, Sana Da Günaydın.
Nel 2018 ha partecipato al programma televisivo in onda su Fox Tolgshow. Nel dicembre dello stesso anno, è stata ospite del programma televisivo in onda su TV8 O Ses Türkiye, dove si è esibita sul palco insieme a Can Yaman sulle note del brano Gamzelim.
Dal novembre 2019 al 2021 è diventata il volto ufficiale di Pantene in Turchia. Da dicembre 2019 a maggio 2021 ha interpretato il ruolo della protagonista Zeynep Göksu nella serie in onda su TV8 My Home My Destiny (Doğduğun Ev Kaderindir), insieme agli attori İbrahim Çelikkol ed Engin Öztürk. La storia è ispirata al libro Camdaki Kız della scrittrice Gülseren Budayıcıoğlu. Nel 2020 ha recitato nella serie Kırmızı Oda. Nel 2021 ha preso parte al programma televisivo in onda su Kanal D Çok Güzel Hareketler 2. Nel dicembre dello stesso anno è stata di nuovo ospite del programma televisivo in onda su TV8 O Ses Türkiye, esibendosi sulle note del brano Aldatildik.
L'11 febbraio 2022 è stato distribuito il film targato Netflix, Tattiche d'amore (Aşk Taktikleri) diretto da Emre Kabakuşak, in cui ha interpretato il ruolo della protagonista Aslı Yıldırım, accanto all'attore Şükrü Özyıldız. Nel 2022 ha ricoperto il ruolo della protagonista Ilkin nella web serie di Disney+ Atto d'infedeltà (Dünyayla Benim Aramda), accanto all'attore Buğra Gülsoy. Nello stesso anno ha partecipato al programma televisivo in onda su Fox İbrahim Selim ile Bu Gece.
Nel 2023 ha interpretato il ruolo della protagonista Farah Erşadi nella serie in onda su Fox Io sono Farah (Adım Farah), accanto all'attore Engin Akyürek. Il 14 luglio dello stesso anno è stato distribuito il film targato Netflix Tattiche d'amore 2 (Ask Taktikleri 2) diretto da Recai Karagöz, secondo sequel del film Tattiche d'amore (Aşk Taktikleri), in cui è tornata a ricoprire il ruolo della protagonista Aslı Yıldırım. Nel settembre dello stesso anno ha ha partecipato all'ottantesima edizione della mostra del cinema di Venezia, dove è stata premiata con il Premio Kinéo come Miglior attrice internazionale per la serie La ragazza e l'ufficiale (Kurt Seyit ve Şura) e per i film Tattiche d'amore e Tattiche d'amore 2. Nello stesso anno è diventata il volto dello spot pubblicitario ETI Browni e nel 2024 per quello di Konfor Mobilya. Nello stesso anno ha preso parte al programma televisivo in onda su ATV Müge Anlı ile Tatlı Sert. Nel novembre dello stesso anno è stata premiata come Miglior attrice internazionale nel corso dell'ottava edizione del premio DIAFA, che si tiene annualmente a Dubai. Nel 2025 è stata scelta per interpretare il ruolo di Nisan Akyol nella serie in onda su Kanal D Eşref Rüya e per il ruolo di Ceren nel film Cinlerin Düğünü diretto da Ferit Karahan.

## Vita privata
Nel febbraio 2021 ha ufficializzato la relazione con l'attore e cantante Oğuzhan Koç. Nel giugno 2022 la coppia ha svolto la festa di fidanzamento e in seguito ha ufficializzato il matrimonio, svoltosi il 28 agosto, mentre l'8 maggio 2023 hanno divorziato.

## Filmografia

### Cinema
- Tut Sözünü, regia di Oğuz Çelik (2014)
- Sen Kiminle Dans Ediyorsun, regia di Burak Aksak (2017)
- Tattiche d'amore (Aşk Taktikleri), regia di Emre Kabakuşak (2022)
- Tattiche d'amore 2 (Ask Taktikleri 2), regia di Recai Karagöz (2023)
- Cinlerin Düğünü, regia di Ferit Karahan (2025)

### Televisione
- Sana Bir Sır Vereceğim – serie TV, 29 episodi (Fox, 2013-2014)
- La ragazza e l'ufficiale (Kurt Seyit ve Şura) – serie TV, 21 episodi (Star TV, 2014)
- Çilek Kokusu – serie TV, 23 episodi (Star TV, 2015)
- No: 309 – serie TV, 65 episodi (Fox, 2016-2017)
- DayDreamer - Le ali del sogno (Erkenci Kuş) – serie TV, 51 episodi (Star TV, 2018-2019)
- My Home My Destiny (Doğduğun Ev Kaderindir) – serie TV, 43 episodi (TV8, 2019-2021)
- Kırmızı Oda – serie TV, 1 episodio (TV8, 2020)
- Atto d'infedeltà (Dünyayla Benim Aramda) – serie TV, 8 episodi (Disney+, 2022)
- Io sono Farah (Adım Farah) – serie TV, 27 episodi (Fox, 2023)
- Eşref Rüya – serie TV (Kanal D, 2025)

## Programmi televisivi
- Tolgshow (Fox, 2018) - guest star
- O Ses Türkiye (TV8, 2018, 2021) - guest star
- Çok Güzel Hareketler 2 (Kanal D, 2021) - guest star
- İbrahim Selim ile Bu Gece (Fox, 2022) - guest star
- Müge Anlı ile Tatlı Sert (ATV, 2024) - guest star

## Spot pubblicitari
- Pegasus Hava Yolları (2012)
- Fresh Company (2015)
- Garnier (2016)
- Cepteteb (2018) - con Can Yaman
- Pantene (2019-2021)
- ETI Browni (2023)
- Konfor Mobilya (2024)

## Doppiatrici italiane
Nelle versioni in italiano dei suoi film e delle sue serie TV, Demet Özdemir è stata doppiata da:
- Joy Saltarelli[78] ne La ragazza e l'ufficiale,[79] DayDreamer - Le ali del sogno,[80] My Home My Destiny,[81] Io sono Farah[82]
- Valentina Favazza[83] in Tattiche d'amore,[84] Tattiche d'amore 2[85]
- Lavinia Paladino[86] in Atto d'infedeltà

## Riconoscimenti
- Gelisim University Media Award, Istanbul
  - 2017: Vincitrice come Miglior attrice dell'anno per la serie No: 309
- Golden Palm Awards
  - 2019: Candidata come Miglior attrice per la serie DayDreamer - Le ali del sogno (Erkenci Kuş)
- International Izmir Film Festival
  - 2020: Candidata come Miglior attrice televisiva per la serie My Home My Destiny (Doğduğun Ev Kaderindir)
- Media and Art Awards (Magazinn)
  - 2018: Vincitrice come Coppia dell'anno con Can Yaman per la serie DayDreamer - Le ali del sogno (Erkenci Kuş)[87]
- Murex D'Or
  - 2019: Vincitrice come Miglior attrice straniera per la serie DayDreamer - Le ali del sogno (Erkenci Kuş)[88]
- Pantene Golden Butterfly Awards
  - 2016: Candidata come Miglior attrice in una commedia televisiva per No: 309
  - 2017: Candidata come Miglior coppia in una serie televisiva con Furkan Palalı per No: 309
  - 2018: Candidata come Miglior coppia televisiva con Can Yaman per la serie DayDreamer - Le ali del sogno (Erkenci Kuş)
  - 2018: Vincitrice come Miglior attrice in una commedia romantica per la serie DayDreamer - Le ali del sogno (Erkenci Kuş)
  - 2019: Candidata come Miglior coppia televisiva con Can Yaman per la serie DayDreamer - Le ali del sogno (Erkenci Kuş)
  - 2019: Candidata come Miglior attrice in una commedia romantica per la serie DayDreamer - Le ali del sogno (Erkenci Kuş)
  - 2022: Candidata come Miglior coppia televisiva con Buğra Gülsoy per la serie Atto d'infedeltà (Dünyayla Benim Aramda)
  - 2022: Candidata come Miglior attrice per la serie Atto d'infedeltà (Dünyayla Benim Aramda)
  - 2022: Vincitrice come Miglior serie internet per Atto d'infedeltà (Dünyayla Benim Aramda) insieme a Buğra Gülsoy, Hülya Gezer, Hafsanur Sancaktutan e Metin Akdülger
- Premio DIAFA, Dubai
  - 2024: Vincitrice come Miglior attrice internazionale[72]
- Premio Kinéo
  - 2023: Vincitrice come Miglior attrice internazionale per la serie La ragazza e l'ufficiale (Kurt Seyit ve Şura) e per i film Tattiche d'amore (Aşk Taktikleri) e Tattiche d'amore 2 (Aşk Taktikleri 2)[64][65]
- PRODU Awards
  - 2020: Candidata come Miglior attrice in una serie straniera per My Home My Destiny (Doğduğun Ev Kaderindir)
- Turkey Youth Awards
  - 2016: Candidata come Miglior attrice televisiva per la serie Çilek Kokusu
  - 2017: Candidata come Miglior attrice non protagonista per la serie No: 309
  - 2019: Vincitrice come Miglior attrice in una serie televisiva per DayDreamer - Le ali del sogno (Erkenci Kuş)
  - 2020: Candidata come Miglior attrice televisiva per la serie My Home My Destiny (Doğduğun Ev Kaderindir)
  - 2022: Candidata come Miglior attrice televisiva per la serie My Home My Destiny (Doğduğun Ev Kaderindir)